# Saint George City of Debate
Saint George City of Debate (SGCoD) este o competiție națională de dezbateri academice pentru liceeni, aflată în calendarul competițional al Asociației Române de Dezbateri, Oratorie și Retorică (ARDOR), care se desfășoară în luna martie la Sfântu Gheorghe, județul Covasna. Evenimentul are în palmares 12 ediții, însumând aproximativ 5000 de participanți, și câteva recorduri în ceea ce privește calitatea competiției și numărul de echipe participante. La nivel național, Saint George City of Debate deține recordul absolut al numărului de echipe participante la competiție – 129 de echipe, stabilit în 2014. Totodată, evenimentul a primit titulatura neoficială de „Cel mai bine organizată competiție de dezbateri din România”.
Saint George City of Debate a introdus în mișcarea dezbaterilor câteva inovații și modele de bune practici în organizare, care au fost preluate ulterior și de alți organizatori – gratuitate absolută pentru arbitri, comunicare și promovare intensivă, evenimente cultural-sportive la alegere etc.

## Istoricul proiectului[2]

### Primele ediții
Saint George City of Debate este un proiect inițiat de către Mădălin Guruianu, responsabilul Clubului de Dezbateri Academice din Sfântu Gheorghe. Pornit la Castelul din Arcuș, în 2007, proiectul a adunat doar 4 echipe la prima ediție, 3 din Sfântu Gheorghe și una din Ploiești.
A doua ediție, tot din 2007, a adus în prim plan o serie de dezbateri publice pe diverse teme de interes local și regional, unele dintre dezbateri desfășurându-se în limba engleză. Au participat debateri avansați, începători, dar și jurnaliști din zonă.
Primăvara lui 2008 a adus cea de-a treia ediție, cu 18 echipe din mai multe regiuni ale țării și cu un curs extraordinar ținut de proaspătul campion mondial, Dan Cristea, iar director de turneu fiind Emil Mesaroș. Din acest moment competiția se ține doar la începutul lunii martie și doar la Colegiul Național Mihai Viteazul. Competiția a fost câștigată de trei fete din Cluj, care au disputat finala cu reprezentanții Timișoarei. Moțiunea pe care au dezbătut cele 18 echipe prezente a fost: Ar trebui înăsprită legislația în domeniul reciclării în România?
Ediția a III-a a fost selectată printre proiectele candidate la Gala Societății Civile, ediția a VII-a (2009), reușind să câștige o mențiune, la categoria Apărarea drepturilor individuale/colective.

### [4]Ediția a IV-a
Ce-a de-a patra ediție, în 2010, a însemnat depășirea barierei de 50 de echipe pentru prima dată la un turneu organizat în țară. La a patra ediție a SGCoD director de turneu a fost tot Emil Mesaroș, liderul echipei CA a fost Dan Cristea, iar TabMaster a fost Ștefan Strilciuc. 
Moțiunea pe care au dezbătut cele 50 de echipe a fost: Este justificat ca voluntariatul în folosul comunității să fie obigatoriu pentru absolvirea liceului? - primele patru echipe la finalul competiției fiind următoarele: 1. Transilvania (Mihai Pop, Denisa Neamțiu, Laura Ardeleanu); 2. Chrome 1 (Iulia Panea, Andreea Bercea, Cristina Buta); 3. AES-ARGO (Alexandra Enache, Teodora Dobre, Ioana Pătrașcu); 4. Solaris-Chrome (Șerban Vodă, Mihai Vodă, Iulia Casap).
De la această ediție au fost necesari voluntari din cadrul Asociației Ecou și vreme de 3 ediții consecutive, aceștia au fost coordonați de către viitoarele lidere ale comunității Călina Cruceriu / Paula Cocoveică.

### [5]Ediția a V-a
A cincea ediție, în 2011, a însemnat din nou un record de participare, aproape 80 de echipe aliniindu-se la start la începututl lunii martie și în premieră s-a dezbătut și în limba maghiară. plus o echipă de arbitri de top din țară, coordonați de către campionul nostru din Sfântu Gheorghe, Radu Cotarcea. Din acest moment finala s-a desfășurat doar la Sala Mare a Teatrului și câștigătorii din Timișoara au primit și trofeul transmisibil Cupa Saint George City of Debate, depășind o echipă din Sfântu Gheorghe în finală, vorbitoarea numărul unu din competiție fiind timișoreanca Iulia Vladu. Dezbaterile de la a V-a ediție s-au făcut pe moțiunea: A.P. ar acorda dreptul tinerilor de 18 ani să candideze pentru un loc în Parlamentul României.

### [7]Ediția a VI-a
A șasea ediție, din 2012, a adus la start peste 80 de echipe. Echipa de arbitri a fost condusă de campioana noastră din Sfântu Gheorghe, Bianca Dragomir și timișoreanul Sergiu Scripcă, iar în finală s-au întâlnit o echipă din Ploiești și una din Sfântu Gheorghe, prima câștigând trofeul, iar Simina Gheorghincă din Sfântu Gheorghe obținând titlul de cea mai bună vorbitoare din competiție. A fost prima ediție din istoria SGCoD care a avut două moțiuni pregătite: A.P. ar acorda drept de vot cetățenilor români care au împlinit 16 ani și A.P. ar înlătura posibilitatea veto-ului din cadrul proceselor decizionale ale UE.

### [8]Ediția a VII-a
A șaptea ediție, cea din 2013, a reușit să aducă 93 de echipe la start, iar director de turneu a fost Emi Beteringhe, ajutat de către Șerban Pitic. Au fost inițiate trainingurile pentru arbitri, dar și pentru debateri, pe două categorii de experiență, plus o ediție specială Debate Corner, în Parcul Central. A fost introdus în paralel și o competiție special pentru ”boboci”, Saint George Junior, iar în finală au ajuns reprezentanții Clujului, cu cei din Ploiești, primii ieșind câștigători de data aceasta, iar titlul la individual a mers la ploieșteanul Theodor Moise. De la această ediție voluntariatul este asigurat pentru competiție de către Consiliul Elevilor din CNMV, președinte Sorin Dandu, vicepreședinți Adina Moisii și Carla Rofel.

### Ediția a VIII-a
A opta ediție, cea din 2014, a însemnat depășirea oricărui record de participare la nivel european, Saint George City of Debate VIII fiind cea mai amplă competiție pentru liceeni din Europa, cu 129 de echipe participante! Directori de turneu au fost Adrian Ghițe și Alexandru Gheorghe, au fost continuate trainingurile pentru arbitri și debateri, dar și competiția paralelă pentru ”boboci”, Saint George Junior, plus toată suita de programe recreative, cultural-sportive din prima seară. Câștigătorii competiției, elevii din Sfântul Sava, dar și finaliștii de la  Argo/Aes/Central, plus câștigătoare locului I la vorbitori, timișoreanca Noemi Suru, au primit câte un laptop Compaq de la ASUR, parteneri principali ai acestei ediții .Au vorbit la festivitatea de închidere atât actualul președinte ARDOR, Emi Beteringhe, dar și Monica Mocanu, președinte vreme de 8 ani, plus președintele ARDOR Transilvania Emil Mesaroș, care a anunțat competiția Racoviță Open, Vlad Icleanu, președinte ARDOR Banat, care a vorbit despre Timișoara Open și Cristina Badea, reprezentanta AES Ploiești, cea care a invitat participanții la Fiat Debate și la Campionatul Național din acest an. Pe lângă acești au urcat pe scenă președintele Asociației de Tineret Ecou, Alexandru Ujvarosi, responsabilul de imagine în ultimii 3 ani al evenimentului Saint George City of Debate și președinta Consiliului Elevilor din Colegiul Național Mihai Viteazul, Adina Moisii, coordonatoarea celor aproape 50 de voluntari de la această ediție, fără aportul cărora această competiție nu ar fi putut avea loc.
Începând cu această ediție, locul de disputare al finalei mari se mută de la teatru la Sala de Festivități a Colegiului “Szekely Miko”, o sală cu o capacitate de 350 de locuri, pregătită cu sistem de sonorizare și videoproiecție în timp real. Mulțumindu-le încă odată acestor voluntari dedicați ai Asociației Ecou, ne simțim onorați să avem parteneri atât de faini și la această ediție, pe lângă cei enumerați anterior dorim să amintim pe cei care au pus umărul ca acest eveniment de amploare să fie posibil: Covalact, Bertis, Dunapack, Julius Meinl, Demmers, Zizin, BRD, Tricomserv, MultiNr, Dioszegi, Chocopack, Ariadne, Arix, Hotel Park, Pensiunea Ferdinand, Pensiunea Agora, Palatul Copiilor, Teatrul Andrei Mureșanu, Consiliul Județean și Primăria Sfântu Gheorghe, Centrul Europe Direct Sfântu Gheorghe, Foto Angelo și liceele Mihai Viteazul, Mikes Kelemen, Kos Karoly și Szekely Miko.

### Ediția a IX-a
La cea de-a noua ediție a Saint George City of Debate s-au înscris în total 124 de echipe, la care se adaugă cei aproape 90 de arbitri, și peste 100 de voluntari, în total peste 560 de participanți. Vineri au avut loc sesiuni de pregătire, un simpozion cu tema „Debate Power” la Centrul de Cultură din Arcuș, workshop-uri și programe cultural sportive gratuite, precum și o petrecere pentru arbitri, la Energy Club. Sâmbătă, ziua primelor runde ale competiției, s-a încheiat tot cu o petrecere, iar duminică, după sferturile de finală și semifinale, au avut loc loc Finala și Festivitatea de Premiere, găzduite de sala de conferințe de la Liceul „Székely Mikó”, care s-a dovedit a fi neîncăpătoare. Directorii e turneu au fost Călin Mureșanu și Radu Țigănaș. Cei 100 de voluntari au fost coordonați ireproșabil, din nou, de Adina Moisii, secondată de Septimiu Șoltuz și Iulia Gheorghe.
Evenimentul a fost organizat cu sprijinul financiar consistent al partenerilor Primăria Municipiului Sfântu Gheorghe, Asociația Secular-Umanistă din România (ASUR) și al sponsorilor Dunapack, Dioszegi, Covalact, Zizin, Bertis, Demmers, Tricomserv, Consiliul Județean Covasna, Centrul de Cultură Arcuș, fiind promovat de partenerul media TVR.
"Saint George City of Debate mi se pare o oportunitate foarte bună atât pentru a ne dezvolta din punct de vedere al dezbaterilor academice, cât și din prisma socializării. M-am întâlnit cu mai mulți colegi pe care nu i-am văzut de la ediția din anul trecut. Organizarea a fost exemplară, am avut tot ce am avut nevoie, așadar felicitări celor care au muncit pentru ca totul să iasă bine – ne-a declarat unul dintre participanți. Un altul, venit pentru a treia oară la Sfântu Gheorghe, ne-a spus că îi pare rău că nu va mai putea veni și la anul, pentru că va fi deja student. Trei ani la rând am venit la Sfântu Gheorghe la această competiție, acum sunt în clasa a XII-a, și asta înseamnă că voi continua cu dezbaterile la un alt nivel, nu la cel licean. Cred că open-ul de aici o să-mi lipsească, și îmi doresc să revin, în altă calitate poate" – spune o tânără din București.

### Ediția a X-a
Ediția jubiliară, cea de-a zecea, a fost ultima coordonată de către Mădălin Guruianu, căruia i s-au alăturat exponenții mișcării de dezbateri din Sfântu Gheorghe, Bianca Dragomir și Radu Cotarcea. Echipa de arbitraj a fost completată de tab-masterul Ștefan Strilciuc și de Bogdan Colceriu, equity officer. După doborârea tuturor recordurilor privind numărul de echipe participante, echipa de organizare s-a concentrat pe creșterea calității dezbaterilor, astfel că pentru prima oară în istoria evenimentului, numărul de echipe a fost limitat la 100. Ediția aniversară a fost și prima care a beneficiat de un sprijin financiar consistent din partea companiei Covalact, astfel că numele competiției a devenit Covalact Saint George City of Debate X. Cei peste 400 de participanți au avut parte de multe experiențe inedite puse la cale de organizatori (flashmob, anunțare moțiuni, silent party, tombolă), dar și de premii originale puse la dispoziție de către sponsori – o excursie la Viena pentru cel mai bun vorbitor și patru invitații duble la The Mission Dance Weekend pentru câștigătorii tombolei. Ediția jubiliară a fost câștigată de o echipă mixtă – Mixt A, avându-i în componență pe Silviu Șoit, Andrei Vasiliu și Cosmin Tenie, în vreme ce titlul de cel mai bun vorbitor a fost adjudecat de Tudor Suciu din Timișoara. La succesul acestei ediții au contribuit și 60 de voluntari, coordonați de Denisa Gabor, secondată de Rareș Ionel și Iulia Gheorghe.
Evenimentul s-a bucurat de sprijinul consistent al partenerilor Primăria Municipiului Sfântu Gheorghe, Observatorul de Covasna, Demmers, Zizin, Dunapack.
„Pentru mine este o ediție de suflet. O consider ca o încheiere a unui ciclu de 10 ediții. Când am început, în sinea mea mi-am promis că, dacă durează zece ani, înseamnă că va dura pentru totdeauna. Indiferent dacă mă voi ocupa sau nu în continuare, eu sunt convins că Saint George City of Debate a căpătat un renume extraordinar în țară și cred că nu există niciun debater de succes care să nu fi trecut ca participant, ca arbitru sau ca însoțitor pe la vreuna dintre edițiile noastre. Evident, acest lucru mă face să simt o mândrie pentru orașul Sfântu Gheorghe, pentru că a fost capabil să găzduiască atâtea ediții și să aducă la un alt nivel organizarea unor competiții de dezbateri. Sperăm ca surprizele de anul acesta să seteze niște bariere care să nu mai poată fi înlăturate de niciun fel de organizator de competiții, adică să devină niște chestiuni obligatoriu de avut în portofoliu în momentul în care organizezi o competiție”, a declarat Mădălin Guruianu, inițiator și coordonator al primelor 10 ediții ale Saint George City of Debate.

### Predarea ștafetei
După încheierea celei de-a zecea ediții, organizatorii au anunțat desfășurarea unui concurs pentru postul de manager al evenimentului, iar câștigătorul acestuia a fost Vlad Vidican, absolvent al Facultății de Drept (UBB Cluj Napoca), fost debater la clubul din Sfântu Gheorghe, cu performanțe foarte bune și cu o experiență mare în dezbateri și organizare de evenimente.

### Ediția a XI-a
Viziunea lui Vlad Vidican pentru cea de-a unsprezecea ediție a fost axată în mod principal pe creșterea calității acestui eveniment și inovații în organizare, pentru ca participanții să aibă parte de o experiență excelentă la Sfântu Gheorghe. Acestui scop s-a alăturat din nou, din postura de partener principal, compania Covalact. Imaginea construită pentru ediția a unsprezecea a avut ca obiectiv cuprinderea acestei viziuni – așa a luat naștere Covalact Saint George City of Debate 1.1 – o nouă viziune, o nou start. Pentru a putea crește în mod semnificativ calitatea organizării (competiție, cazare, masă, social, comunicare), s-a stabilit o limită de 70 de echipe participante, din care 10 admise în sistem WildCard – echipe mixte formate din cei mai buni debateri din țară, iar restul de 60 de echipe în sistem open, primul venit-primul servit.
Pentru a îmbunătăți calitatea dezbaterilor și a arbitrajelor, s-a decis ca debaterii participanți să aibă la dispoziție traininguri care să ajute la înțelegerea moțiunilor și ca arbitrii să fie instruiți cu privire la strategia de arbitraj pentru competiție. Acest lucru a fost posibil datorită implicării celor mai activi membri ai mișcării dezbaterilor din România, Șerban Pitic și David Moscovici, cărora li s-au alăturat Andreea Bărnuț, Andra Banu, Silviu Șoit, Cosmin Tenie – în calitate de DCA, și Andrei Olaru și Alin Postolache – Tab masteri.
Pe partea organizatorică, s-au analizat intensiv feedback-urile oferite de participanți la edițiile anterioare și s-au utilizat o serie de inovații care să crească calitatea locurilor de cazare, a meselor servite, condițiile de joc – sălile de joc și sala de anunțuri, dar și a comunicării participanți-organizatori. Pentru aceasta, locurile de cazare disponibile în Sfântu Gheorghe au fost alese respectând criterii stricte, iar sala de anunțuri a fost dotată cu perdele, lumini și sisteme de videoproiecție și sonorizare pentru a permite o calitate excelentă a anunțurilor. Adoptând o politică eco-friendly, sistemul de servire al meselor a fost revoluționat, renunțându-se la catering în defavoarea unui sistem tip restaurant, cu posibilitatea alegerii meniului în prealabil pentru fiecare participant. Pentru o colectare a datelor facilă, SGCoD1.1 a folosit un open-database, interfață prin care fiecare participant putea furniza informațiile necesare organizatorilor. Desigur, toate aceste inovații au fost posibile datorită celor 60 de voluntari, coordonați de Denisa Gabor, secondată de Septimiu Șoltuz și Ioana Munteanu.
Finala celei de-a unsprezecea ediții a fost disputată între două echipe mixte, SG A (Theodor Poruțiu, Robert Ciugolia și Mihai Tordai) și FC Warda (Teodor Iancu, Vlad Obreja, Răzvan Vișoiu), pe moțiunea „AP crede că în România, stabilirea vinovăției în procesele penale ar trebui realizată de către un juriu”. Învingătoare a fost FC Warda, iar titlul de cel mai bun vorbitor a mers la Teodor Iancu, membru component al echipei învingătoare.
Ediția a XI-a a fost sprijinită financiar de partenerii Primăria Municipiului Sfântu Gheorghe, Zizin, Observatorul de Covasna, de sponsorii Dr. Office, Demmers, Europe Direct, Art Printer, Tega, FotoAngelo Kontes, Tricomserv, MultiNR și promovată de partenerii media covasnamedia.ro și WeRadio.

### Ediția a XII-a
Al doisprezecelea Saint George City of Debate a avut loc în perioada 2-4 martie 2018 și a continuat inovațiile aduse în anul precedent – calitate în dezbateri, calitate în organizare. Ediția a doisprezecea a fost susținută financiar de către partenerul principal zaplo.ro, astfel că numele oficial a fost Zaplo Saint George City of Debate 1:2. Totodată, Primăria Sfântu Gheorghe și-a menținut sprijinul consistent pentru organizarea acestui eveniment.
Din acest an, s-a stabilit ca o cutumă ca echipa de CA să fie preluată de precedenta echipă de DCA, astfel că Andreea Bărnuț, Silviu Șoit și Cosmin Tenie au revenit la Sfântu Gheorghe, avându-i alături în echipa de arbitraj pe Victor Băjan, Mădălina Voinea, Theodora Dumitru și Voica Lupașcu. Tab Master la SGCoD1:2 a fost Alina Stănescu, iar Equity Officer a fost Adrian Mălăieș-Popescu. La startul competiției s-au aliniat 70 de echipe, iar în finala mare s-au înfruntat Pro Debate (Horațiu Bontea, Victor Deliman și Chris Andre Cărpineanu) și SG 1 (Mihai Tordai, Edmond Vrânceanu și Theodor Poruțiu), care au dezbătut pe moțiunea “AP ar interzice funcționarea instituțiilor financiare nebancare în România”. Învingătoare a ieșit echipa SG1, iar Mihai Tordai a primit premiul pentru cel mai bun vorbitor al competiției. Această ediție a însemnat o premieră – a fost pentru prima oară când o echipă din Sfântu Gheorghe a câștigat titlul pe echipe și un debater localnic – titlul de cel mai bun vorbitor.
Echipa de organizare coordonată de Vlad Vidican a numărat peste 60 de voluntari ai Asociației de Tineret Ecou, coordonați de Andi Artimenco, secondat de Denisa Benedic și Adrian Dascăl (PR).

### Ediția a XIII-a
Ediția a 13-a a Saint George City of Debate s-a desfășurat în perioada 8-10 martie 2019, cu 70 de echipe aliniate la start, dintre care 10 admise în sistem WildCard. În postura de partener principal a revenit compania Covalact, astfel că denumirea oficială a competiției a fost Covalact Saint George City of Debate 13.
Alcătuirea echipei CA a respectat principiul stabilit la edițiile precedente, astfel că doi dintre cei patru DCA ai ediției cu numărul 12 și-au asumat rolul de Chief Adjudicators:  Theodora Dumitru și Victor Băjan. Lor li s-au alăturat ca Deputy Chief Adjudicators Ioana Măxineanu, Robert Ciugolia și Ovidiu Damian, iar Cosmin Tenie a revenit al treilea an consecutiv la Sf. Gheorghe, de data aceasta ca TabMaster. În poziția de Equity Officer a revenit Adrian Mălăieș-Popescu, președinte executiv ARDOR Muntenia. O premieră pentru SGCoD a constat în completarea echipelor de CA și Equity cu trei poziții de juniori, astfel că celor 7 membri s-au alăturat și Andrei Coman (Junior Equity Officer), Cristian Iacob (Junior TabMaster) și Teodor Petre (Junior TabMaster).
Evenimentul a început vineri, 8 martie, cu unsprezece workshopuri susținute de arbitrii prezenți la competiție, pe diverse teme de interes, atât pentru debateri, cât și pentru arbitri. Competiția propriu-zisă a început sâmbătă, cu 4 runde, la finalul cărora s-au stabilit cele 16 echipe de avansați și cele 8 de începători care avansează în rundele eliminatorii. În ziua de duminică s-au desfășurat în paralel competițiile de începători și avansați, pe parcursul a 3, respectiv 4 runde. La finalul competiției, clasamentul la începători a fost: 1. AES CNNS; 2. Moisil D.C.; 3. Bălcescu și Pache. În finala mare a competiției de avansați, s-au înfruntat două echipe WildCard, cu membri aparținând de aceleași cluburi care au disputat finala la ediția precedentă: Șacalii (WildCard5) – Iulia Bragin, Otilia Iacob, Chris Cărpineanu, respectiv It’s Staying Home (WildCard6) – Cristina Mocanu, Edmond Vrânceanu, Tordai Mihaly. La capătul unui meci strâns, echipa câștigătoare a SGCoD13 a fost It’s Staying Home (WildCard6), iar Tordai Mihaly a fost desemnat, din nou, cel mai bun vorbitor al competiției. Podiumul a fost completat de către echipele WildCard4 (Dora Szegedi, Andrei Ștefan Oprișescu-Dulgheru, Vlad Ionescu) și WildCard7 (Teodora Teodorescu, Ovidiu Pătru, Irina Maer).
Covalact Saint George City of Debate 13 a fost prima și cea mai mare competiție din România care s-a desfășurat paperless, prin intermediul unei platforme online pentru pairing și feedback. De asemenea, a fost prima competiție la care prezența participanților în sala de anunțuri s-a făcut automat, prin scanarea unui cod de bare de pe badge, alocat fiecărui participant.
Echipa de organizare a fost coordonată de Vlad Vidican (manager de proiect) și Alexandru Ujvarosi, iar echipa de voluntari a fost coordonată de Bogdan Todoran și Andrei Artimenco, alături de teamleaderii Lăcrămioara Popa (registration), Roxana Taftă (accommodation), Andra Floroian (meals&coffee break), Lorand Caia (PR), Adrian Suciu (logistics).

### Ediția a XIV-a
Încă de la finalul ediției cu numărul 13, a fost anunțată perioada în care se va desfășura Saint George City of Debate 14: 6-8 martie 2020.